# Hämeenkyrö
Hämeenkyrö (Tavastkyro trong tiếng Thụy Điển)là một đô thị của Phần Lan.
Đô thị này tọa lạc tại tỉnh Tây Phần Lan trong vùng Pirkanmaa. Đô thị này có dân số 10.009 người với diện tích là 505,45 km² trong đó có 40,67 km² là diện tích mặt nước. Mật độ dân số là 19,8 người trên mỗi km².
Đô thị này chỉ sử dụng tiếng Phần Lan.
Frans Eemil Sillanpää, một nhà văn người Phần Lan nổi tiếng là người Hämeenkyrö.